# Federalizam
Federalizam (francuski fédéralisme, od latinskog foedus – savez) u užem, suvremenom značenju obilježava poseban oblik složene države, njezinu političku i ustavnopravnu strukturu i organizaciju vlasti.
Kao oblik političkog udruživanja, federalizam se javlja već u antici, gdje su Grci stvarali različite oblike udruživanja i suradnje kako bi se obranili od Perzijanaca. Najstariji takav oblik udruživanja je Jonski savez, zatim Beotski savez, Lakedemonski savez, Panhelenski savez i dr. U srednjem vijeku stvaraju se i šire složene zajednice s istim interesima. U sjevernoj Italiji razvijeni gradovi su u 11. stoljeću stvorili Lombardijsku ligu, u Njemačkoj Hanzu u 13. stoljeću, a sličnih primjera bilo je diljem Europe. Federalizam je prvi put primijenjen u SAD-u 1787. godine. godine, a nakon toga se proširio na mnoge zemlje svijeta. Poseban oblik federalizma također je razvijen u SFRJ i razrađen je u ustavu iz 1974. godine. 
S tog stajališta ustavno–pravna i politička teorija dijele države na unitarne (jedinstvene) i federativne ili savezne (složene) države.